# ناباتالگردو
ناباتالگردو دهستانی در استان آبیلای اسپانیا است.
در این دهستان ۳۵۸ نفر زندگی می‌کنند. مساحت این دهستان ۲۰٫۲۳ کیلومتر مربع است.